# Hrabia Cawdor

## Informacje ogólne
- Dodatkowymi tytułami hrabiego Cawdor są:
  - wicehrabia Emlyn
  - baron Cawdor
- Najstarszy syn hrabiego Cawdor nosi tytuł wicehrabiego Emlyn
- Rodową siedzibą hrabiów Cawdor jest zamek Cawdor w Nairnshire

Baronowie Cawdor 1. kreacji (parostwo Wielkiej Brytanii)
- 1796–1821: John Campbell, 1. baron Cawdor
- 1821–1860: John Frederick Campbell, 2. baron Cawdor

Hrabiowie Cawdor 1. kreacji (parostwo Zjednoczonego Królestwa)
- 1827–1860: John Frederick Campbell, 1. hrabia Cawdor
- 1860–1898: John Frederick Vaughan Campbell, 2. hrabia Cawdor
- 1898–1911: Frederick Archibald Vaughan Campbell, 3. hrabia Cawdor
- 1911–1914: Hugh Frederick Vaughan Campbell, 4. hrabia Cawdor
- 1914–1970: John Duncan Vaughan Campbell, 5. hrabia Cawdor
- 1970–1993: Hugh John Vaughan Campbell, 6. hrabia Cawdor
- 1993 -: Colin Robert Vaughan Campbell, 7. hrabia Cawdor

Najstarszy syn 7. hrabiego Cawdor: James Chester Campbell, wicehrabia Emlyn